# Heiltz-l'Évêque
Heiltz-l'Évêque és un municipi francès, situat al departament del Marne i a la regió del Gran Est. L'any 2007 tenia 277 habitants.

## Demografia

### Població
El 2007 la població de fet de Heiltz-l'Évêque era de 277 persones. Hi havia 114 famílies, de les quals 41 eren unipersonals (12 homes vivint sols i 29 dones vivint soles), 24 parelles sense fills, 33 parelles amb fills i 16 famílies monoparentals amb fills.
La població ha evolucionat segons el següent gràfic:
Habitants censats

### Habitatges
El 2007 hi havia 129 habitatges, 117 eren l'habitatge principal de la família, 5 eren segones residències i 6 estaven desocupats. 121 eren cases i 3 eren apartaments. Dels 117 habitatges principals, 106 estaven ocupats pels seus propietaris, 10 estaven llogats i ocupats pels llogaters i 1 estava cedit a títol gratuït; 4 tenien una cambra, 1 en tenia dues, 6 en tenien tres, 22 en tenien quatre i 84 en tenien cinc o més. 111 habitatges disposaven pel capbaix d'una plaça de pàrquing. A 50 habitatges hi havia un automòbil i a 51 n'hi havia dos o més.

### Piràmide de població
La piràmide de població per edats i sexe el 2009 era:
| Homes | Edats   | Dones |
| ----- | ------- | ----- |
| 0     | 95 o +  | 0     |
| 4     | 90 a 94 | 0     |
| 0     | 85 a 89 | 4     |
| 4     | 80 a 84 | 4     |
| 4     | 75 a 79 | 16    |
| 12    | 70 a 74 | 4     |
| 4     | 65 a 69 | 8     |
| 8     | 60 a 64 | 12    |
| 8     | 55 a 59 | 12    |
| 12    | 50 a 54 | 8     |
| 12    | 45 a 49 | 4     |
| 12    | 40 a 44 | 4     |
| 12    | 35 a 39 | 8     |
| 16    | 30 a 34 | 4     |
| 8     | 25 a 29 | 12    |
| 8     | 20 a 24 | 4     |
| 8     | 15 a 19 | 12    |
| 8     | 10 a 14 | 8     |
| 16    | 5 a 9   | 8     |
| 8     | 0 a 4   | 4     |

## Economia
El 2007 la població en edat de treballar era de 168 persones, 118 eren actives i 50 eren inactives. De les 118 persones actives 111 estaven ocupades (72 homes i 39 dones) i 7 estaven aturades (1 home i 6 dones). De les 50 persones inactives 11 estaven jubilades, 15 estaven estudiant i 24 estaven classificades com a «altres inactius».

### Ingressos
El 2009 a Heiltz-l'Évêque hi havia 119 unitats fiscals que integraven 295 persones, la mediana anual d'ingressos fiscals per persona era de 14.850 €.

### Activitats econòmiques
Dels 5 establiments que hi havia el 2007, 1 era d'una empresa alimentària, 1 d'una empresa de transport, 1 d'una empresa de serveis i 2 d'empreses classificades com a «altres activitats de serveis».
L'únic establiment comercial que hi havia el 2009 era una fleca.
L'any 2000 a Heiltz-l'Évêque hi havia 8 explotacions agrícoles que ocupaven un total de 414 hectàrees.

## Equipaments sanitaris i escolars
El 2009 hi havia una escola maternal.

## Poblacions més properes
El següent diagrama mostra les poblacions més properes.